# Maple Creek (Saskatchewan)
Maple Creek es un pueblo canadiense situado en la provincia de Saskatchewan.

## Superficie
Maple Creek tiene una superficie de 4,35 km².

## Demografía
En 2021, tenía 2176 habitantes, una densidad poblacional de 500 hab./km², y 1083 viviendas.